# Bloc d'espace aérien fonctionnel
Pour les articles homonymes, voir FAB.

Carte des FABs :
NEFAB
FAB DK-SE
FAB UK-IRL
Baltic FAB
FABEC
FAB CE
SW FAB
Danube FAB
Blue Med

Un bloc d'espace aérien fonctionnel (ou « FAB », de l'anglais Functional Airspace Block) est un volume d'espace aérien défini en fonction des besoins du trafic aérien et non en fonction des frontières des États. Le concept de Bloc d'espace aérien fonctionnel, développé dans le premier paquet législatif (CE) no 549/2004) du ciel unique européen, est considéré comme l'un des principaux moyens pour réduire la fragmentation de l'espace aérien. Le second paquet législatif (CE) no 1070/2009 justifie la création de blocs d'espace aérien en termes de prestation de services, en plus des questions d'organisation de l'espace aérien.

## Objectifs
L'objectif principal des FABs est d'optimiser les flux de trafic aérien et d'augmenter l'efficacité des services de navigation en Europe ; avec la création de partenaires associés, cet espace géographique s'élargit à certaines espaces aériens frontaliers (Amérique du Nord, Proche-Orient, Afrique du Nord).
Compte tenu du développement du transport de passagers et de marchandises par les airs (+ 50 % entre 2010 et 2025), les objectifs fixés par la Commission européenne sont également d'améliorer la sécurité dans les airs et au sol, de réduire la longueur des routes aériennes, de réduire l'impact environnemental du secteur aérien, ainsi que de maintenir la ponctualité des vols et diminuer le coût unitaire des services.

## Blocs
| Intitulé                                          | Pays concernés                                                                                                  | Date de signature de l'accord | Site institutionnel |
| ------------------------------------------------- | --- | ----------------------------- | ------------------- |
| NEFAB                                             | Norvège, Finlande, Estonie, Islande, Danemark, Suède                                                            | 4 juin 2012                   | nefab.eu            |
| FAB DK-SE (appelé également NUAC)                 | Danemark, Suède                                                                                                 | 17 décembre 2009              | nuac.eu             |
| FAB UK-IRL                                        | Royaume-Uni, Irlande                                                                                            | 13 juin 2008                  | ukirelandfab.eu     |
| Baltic FAB (ou FAB'altica)                        | Pologne, Lituanie                                                                                               | 2012                          | balticfab.eu        |
| FABEC (Functional Airspace Block Europe Central)  | Allemagne, Belgique, France, Luxembourg, Pays-Bas et Suisse.                                                    | 2 décembre 2010               | fabec.eu            |
| FAB CE (Functional Airspace Block Central Europe) | Autriche, Bosnie-Herzégovine, Croatie, Hongrie, République tchèque, Slovaquie, Slovénie.                        | 5 mai 2011                    | fab-ce.eu           |
| SW FAB                                            | Espagne, Portugal                                                                                               | 2012                          | fabsw.eu            |
| Danube FAB                                        | Bulgarie, Roumanie                                                                                              | 12 décembre 2011              | danubefab.eu        |
| Blue Med                                          | Chypre, Grèce, Italie, Malte Partenaires associés : Tunisie, Égypte et Albanie Observateurs : Jordanie et Liban | 12 octobre 2012               | bluemed.aero        |

## FABEC (Europe centrale)
Le FABEC regroupe à lui seul 55 % du trafic aérien en Europe. Son objectif est de maintenir le niveau de sécurité malgré l'accroissement prévu du trafic, de réduire les écarts par rapport à la ligne de vol théorique la plus directe (grand cercle) et de réduire les émissions de gaz à effet de serre.
Les autorités des pays concernés ont signé le 18 novembre 2008 une déclaration d'intention visant à créer le FABEC. Le traité de création du FABEC a été signé le 2 décembre 2010 et sa ratification est en 2012. La mise en place du FABEC passe par :
- la mise en œuvre d’un réseau de nuit et la redéfinition des zones transfrontalières à l’intérieur de l’espace FABEC ;
- le développement de systèmes techniques et de services de maintenance technique communs ;
- l'instauration d'une zone de redevances commune ;
- la formation des personnels concernés.

L'organisation des services de navigation aérienne des différents pays membres du FABEC (fusion éventuelle et statut des personnels) a fait l'objet d'un conflit social en France.

## Sources

## Compléments